# L'Scooby-Doo i els invasors extraterrestres
L'Scooby-Doo i els invasors extraterrestres (títol original en anglès, Scooby-Doo and the Alien Invaders) és una pel·lícula animada de misteri comèdia romàntica estatunidenca de l'any 2000. És la tercera pel·lícula distribuïda directement a vídeo basada en els dibuixos animats d'Scooby-Doo. La pel·lícula va ser produïda per Warner Bros. Animation en associació amb Hanna-Barbera. És la tercera de les quatre primeres pel·lícules directes a vídeo d'Scooby-Doo animades a l'estranger per l'estudi d'animació japonès Mook Animation. A diferència de les pel·lícules anteriors i malgrat l'atmosfera més fosca, té un to més lleuger, ja que són autèntics monstres els que estan al costat de Misteris SA i els éssers humans disfressats són els principals vilans. S'ha doblat al català.
És l'última pel·lícula que compta amb Mary Kay Bergman com a veu original en anglès de la Daphne, després de la seva mort el novembre de 1999; aquesta pel·lícula està dedicada a la seva memòria. També és l'última pel·lícula a utilitzar l'animació cel·lular, ja que a partir de L'Scooby-Doo i la ciberpersecució les pel·lícules més tard utilitzarien tinta i pintura digitals.